# Wulkersdorf (Bernhardswald)
Wulkersdorf ist ein Gemeindeteil der Gemeinde Bernhardswald im Oberpfälzer Landkreis Regensburg in Bayern.

## Geografische Lage
Das Dorf Wulkersdorf liegt in der Region Regensburg etwa sechs Kilometer südwestlich von Bernhardswald.

## Geschichte
In der zweiten Hälfte des 13. Jahrhunderts war Wulkersdorf im Besitz des Geschlechts der Wolkersdorfer, welche Ministeriale des Hochstifts Bamberg waren. In einer Schiedsurkunde des Marktgerichts zu Nittenau erscheint am 15. Juni 1268 ein Zeuge namens Wernherus de Wulkchernsdorf. Schloss Wulkersdorf erhielt früh die Hofmarksgerechtigkeit. Das Schloss Wulkersdorf war im Besitz des Lutheraners Hans Poyßl von Loifling, als es 1634 von den Schweden zerstört wurde. Er ließ es bald aber wieder aufbauen. Schloss und Hofmark hatten in der Folge wechselnde Besitzer. Im Zuge der Verwaltungsreformen in Bayern entstanden mit dem Gemeindeedikt von 1818 die heutigen Gemeinden, so auch Bernhardswald und Wulkersdorf. In Wulkersdorf bestand aber auch ein Patrimonialgerichts II. Klasse des Johann Nepomuk von Reisen, dazu wurde ihm am 10. Februar 1821 die Erlaubnis erteilt. Die letzten Rechte der Adelsherrschaft wurden in der Revolution 1848 aufgehoben. Die Gemeinden Wulkersdorf und Plitting wurden nach dem Zweiten Weltkrieg aufgelöst und am 1. August 1945 in die Gemeinde Hauzendorf im Landkreis Regensburg eingegliedert. Die nördlichen Gemeindeteile verblieben im Landkreis Roding und wurden zum 1. Oktober 1945 der Marktgemeinde Nittenau zugeteilt. Durch Regierungsentschließung vom 21. März 1951 wurde Wulkersdorf zum 1. April 1951 wieder eine selbstständige Gemeinde mit den Gemeindeteilen Darmannsdorf, Goppeltshof, Manghof, Plitting, Oberbraunstuben und Unterbraunstuben. Die Gemeinde blieb beim Landkreis Regensburg. Die Gemeinde Wulkersdorf wird nach einem Intermezzo (Eingliederung in den Landkreis Schwandorf am 1. Juli 1972) am 1. Januar 1974 nach Bernhardswald eingemeindet.

## Weblink
- Wulkersdorf in der Ortsdatenbank der Bayerischen Landesbibliothek Online. Bayerische Staatsbibliothek